# Larvizid

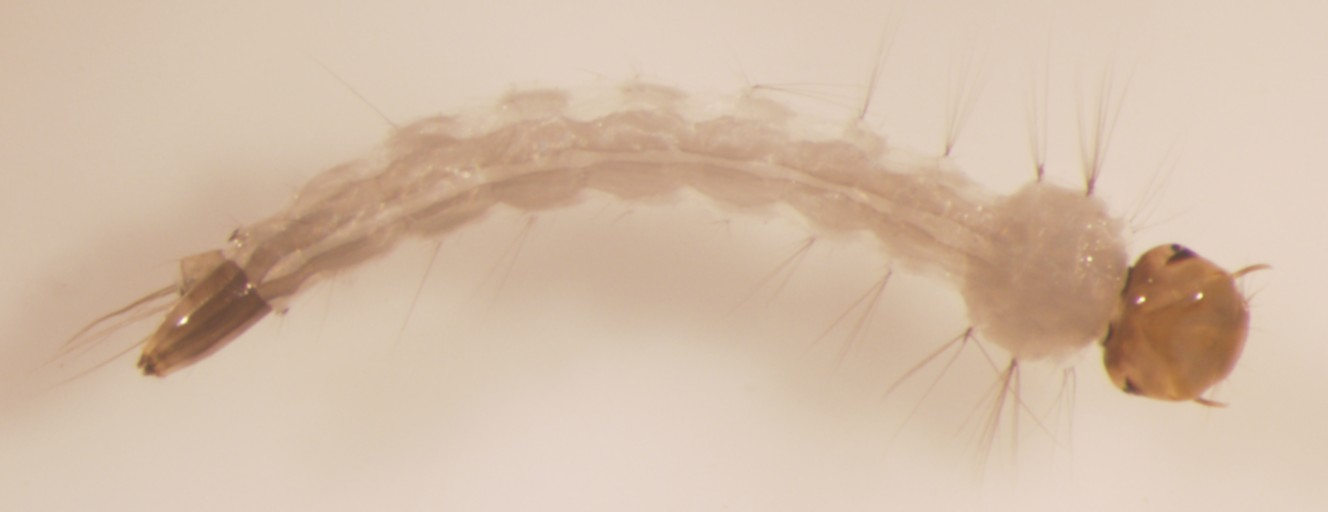
Larve der Gelbfiebermücke (Stegomyia aegypti) Überträger des Gelbfiebers und des Dengue-Fiebers

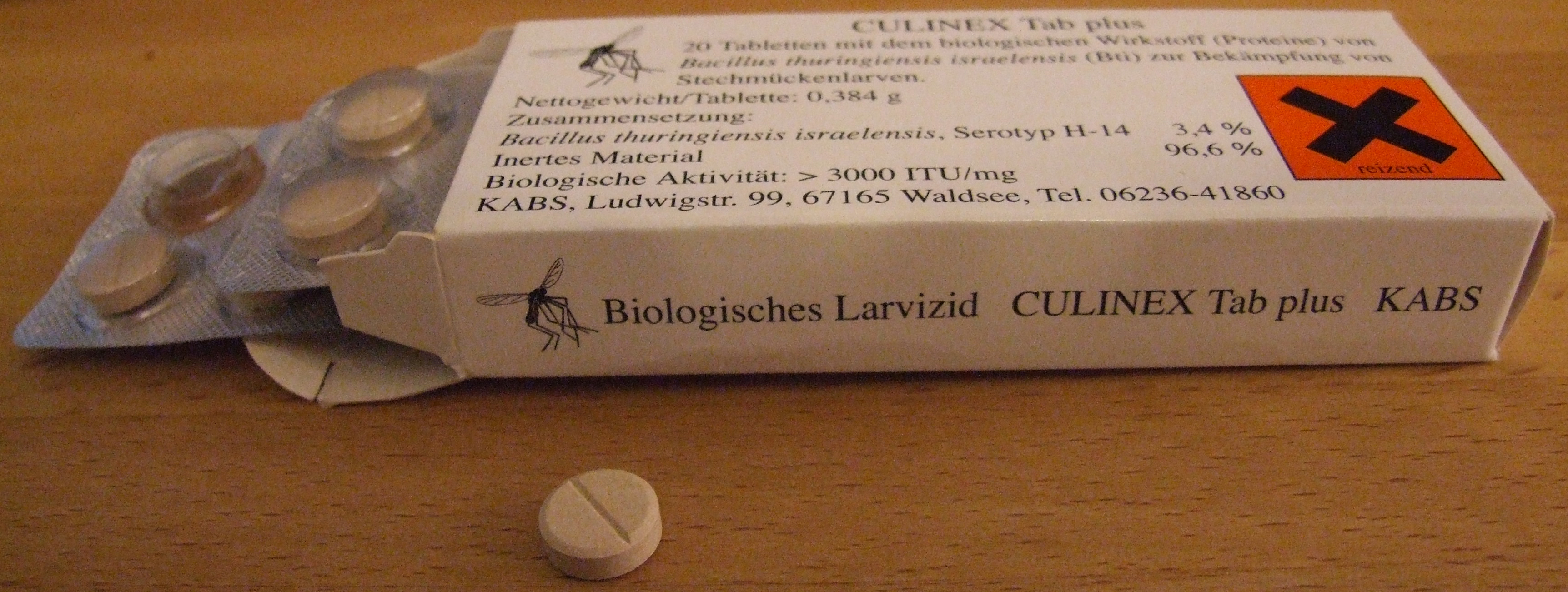
Biologisches Larvizid CULINEX Tab plus

Ein Larvizid ist ein Gift zur Abtötung der Larven von Insekten oder Milben. Larvizide gehören zu den Schädlingsbekämpfungsmitteln.

## Beschreibung
Larvizide werden chemisch oder biologisch hergestellt. Chemische Larvizide wie der Wirkstoff Cyromazin werden z. B. eingesetzt, um Fliegenlarven in Ställen zu unterdrücken. 
Bekannte larvizide Wirkstoffe sind 
- der hormonell wirkende Entwicklungshemmer Methopren, der häufig zur Bekämpfung von Flöhen und Feuerameisen eingesetzt wird, und
- das Organophosphat Temefos[1] (Handelsname Abate), das zur Bekämpfung der Gelbfiebermücke (Stegomyia aegypti), dem Überträger des Gelbfiebers und des Dengue-Fiebers sowie der Krebse, die den Guineawurm übertragen, eingesetzt wird.[2]

Ein Beispiel für ein biologisches Larvizid ist CULINEX, das aus Proteinen des Bacillus thuringiensis israelensis hergestellt wird, die spezifisch die Larven von Stechmücken und Kriebelmücken abtöten.